# Heliconius vedius
Heliconius vedius är en fjärilsart som beskrevs av Otto Staudinger 1885-1888. Heliconius vedius ingår i släktet Heliconius och familjen praktfjärilar. Inga underarter finns listade i Catalogue of Life.